# Тейл-спиннер

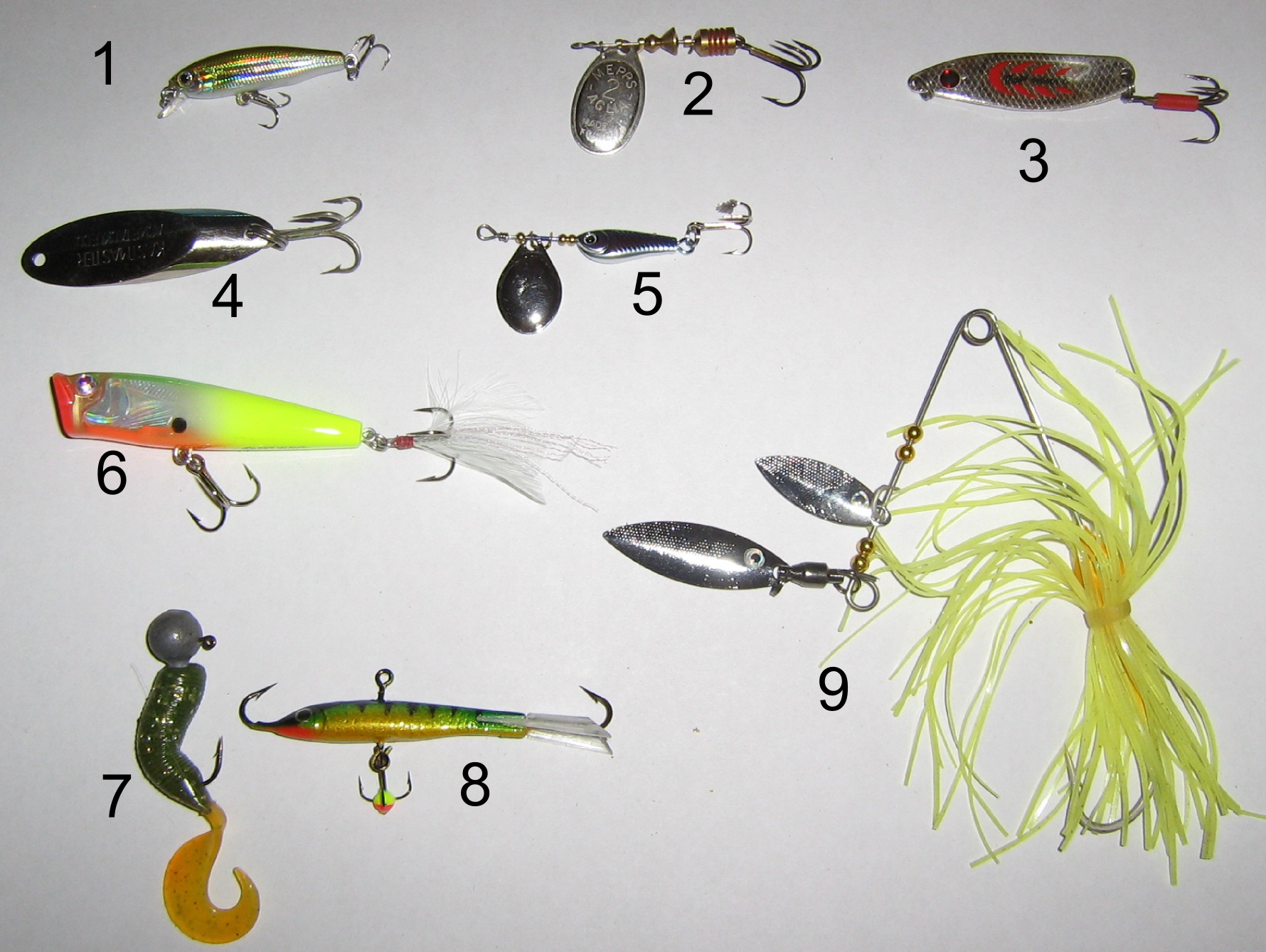
5 — тейл-спиннер

Тейл-спиннер (англ.: Tail — хвост и spinner — вращающийся (имеется в виду вращающийся лепесток, как на вращающейся блесне, которую американцы называют in-line spinner)) — искусственная спиннинговая приманка, главной конструктивной особенностью которой является хвостовое (чаще всего позади крючка) расположение вращающегося лепестка, а также наличие головного отягощающего элемента.
Лепесток может крепиться как на вертлюжке, так и на короткой проволочной оси, выступающей позади огрузки. Тейл-спиннер обладает интересными свойствами. Наличие передней огрузки позволяет вести эту приманку не только равномерно, но и ступенькой, с короткими паузами. Поэтому тейл-спиннер можно считать джиговой приманкой. Однако, в отличие от твистеров, виброхвостов и других подобных приманок, вращающийся на погружении лепесток создает сильный эффект парашюта, тормозя падение приманки. Это позволяет увеличить (при необходимости) вес огрузки, если потребуется более дальний заброс, а уменьшение паузы может негативно сказаться на клеве хищника. В то же время вращающийся лепесток оказывает дополнительное акустическое воздействие на хищника. Своего рода это смесь джига с вращающейся блесной, но гораздо более простая в исполнении.
Этот вариант очень легко изготовить прямо на рыбалке. Ушастый грузик, к которому крепится крючок (любой: тройной, двойной, одинарный) с насаженным на него «мясом» (кусочком твистера, виброхвоста или другой пластиковой приманки. Как вариант, обмотанный нитками). На один из цевьёв тройника насажан вертлюжок с лепестком. Поддев обматывается ниткой, чтобы исключить слетание вертлюжка.